# Eduino Francini
Eduino Francini (Massa Carrara, 17 dicembre 1925 – Villa Santinelli, 27 marzo 1944) è stato un partigiano italiano.

## Biografia
Orfano della madre Eduina dalla nascita, dopo la partenza del padre Lino per l'Argentina (1928) visse a Sansepolcro con il fratello Silvio e il nonno materno. Alla morte di quest'ultimo (1933) venne aiutato da un parente, Otello Filiberti.
Ottenuta la licenza media, nell'ottobre 1942 si arruolò in Marina, ma dopo l'8 settembre rientrò a Sansepolcro. Pochi giorni dopo ottenne dal Comitato provinciale di concentrazione antifascista di Arezzo l'incarico di organizzare una formazione di partigiani nell'Alta Valle del Tevere, di cui, nonostante i soli 17 anni di età, fu nominato comandante.

## L'eccidio di Villa Santinelli

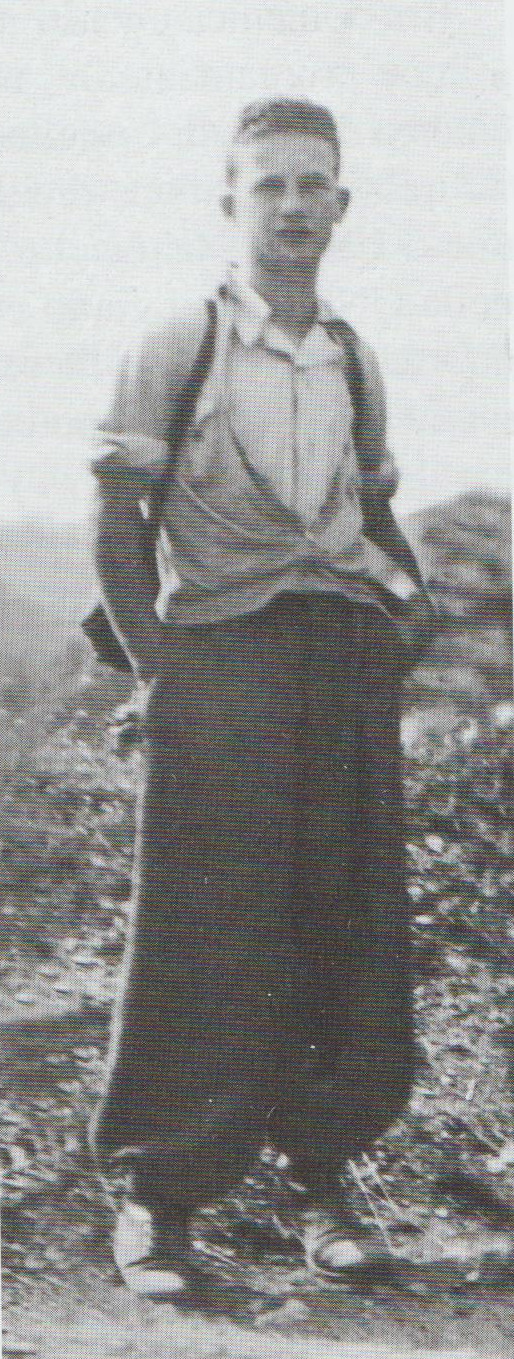
Eduino Francini partigiano

Compiuta una serie di brillanti operazioni, la formazione (denominata IV Compagnia Valtiberina, facente capo al comando militare della 23ª Brigata Garibaldi "Pio Borri") fu protagonista della cosiddetta insurrezione di Sansepolcro (19 marzo 1944), di cui Francini fu uno dei capi. Subito dopo gli scontri che aprirono la fase che avrebbe portato alla liberazione della cittadina toscana, Eduino Francini partì alla testa di un manipolo con l'obiettivo di rafforzare una squadra partigiana operante nello Spoletino.
Il gruppo però fu assediato da preponderanti forze nazifasciste a Villa Santinelli, tra Città di Castello e Umbertide. Il casolare divenne teatro di un lungo combattimento, con il gruppo Francini che riuscì a resistere per oltre 18 ore, fino all'esaurimento delle munizioni. Costretti ad arrendersi, Francini e altri otto partigiani rifiutarono, nonostante le torture, di rivelare informazioni al nemico, e poco dopo furono fucilati a colpi di mitra.
I cadaveri, inizialmente gettati in una fossa comune, sono stati traslati nel cimitero di Sansepolcro nell'aprile 1945.